# جيرزي رادزيويلوفيتش
جيرزي رادزيويلوفيتش (بالبولندية: Jerzy Radziwiłowicz)‏ هو ممثل بولندي، ولد في 8 سبتمبر 1950 بوارسو في بولندا. من الجوائز التي نالها وسام الفنون والآداب الفرنسي.

## جوائز
- وسام الفنون والآداب الفرنسي

## وصلات خارجية
- جيرزي رادزيويلوفيتش على موقع IMDb (الإنجليزية)
- جيرزي رادزيويلوفيتش على موقع قاعدة بيانات الأفلام العربية
- جيرزي رادزيويلوفيتش على موقع ألو سيني (الفرنسية)
- جيرزي رادزيويلوفيتش على موقع أول موفي (الإنجليزية)
- جيرزي رادزيويلوفيتش على موقع قاعدة بيانات الأفلام السويدية (السويدية)
- جيرزي رادزيويلوفيتش على موقع قاعدة بيانات الفيلم (الإنجليزية)
- جيرزي رادزيويلوفيتش على موقع كينوبويسك (الروسية)